# Estée Lauder

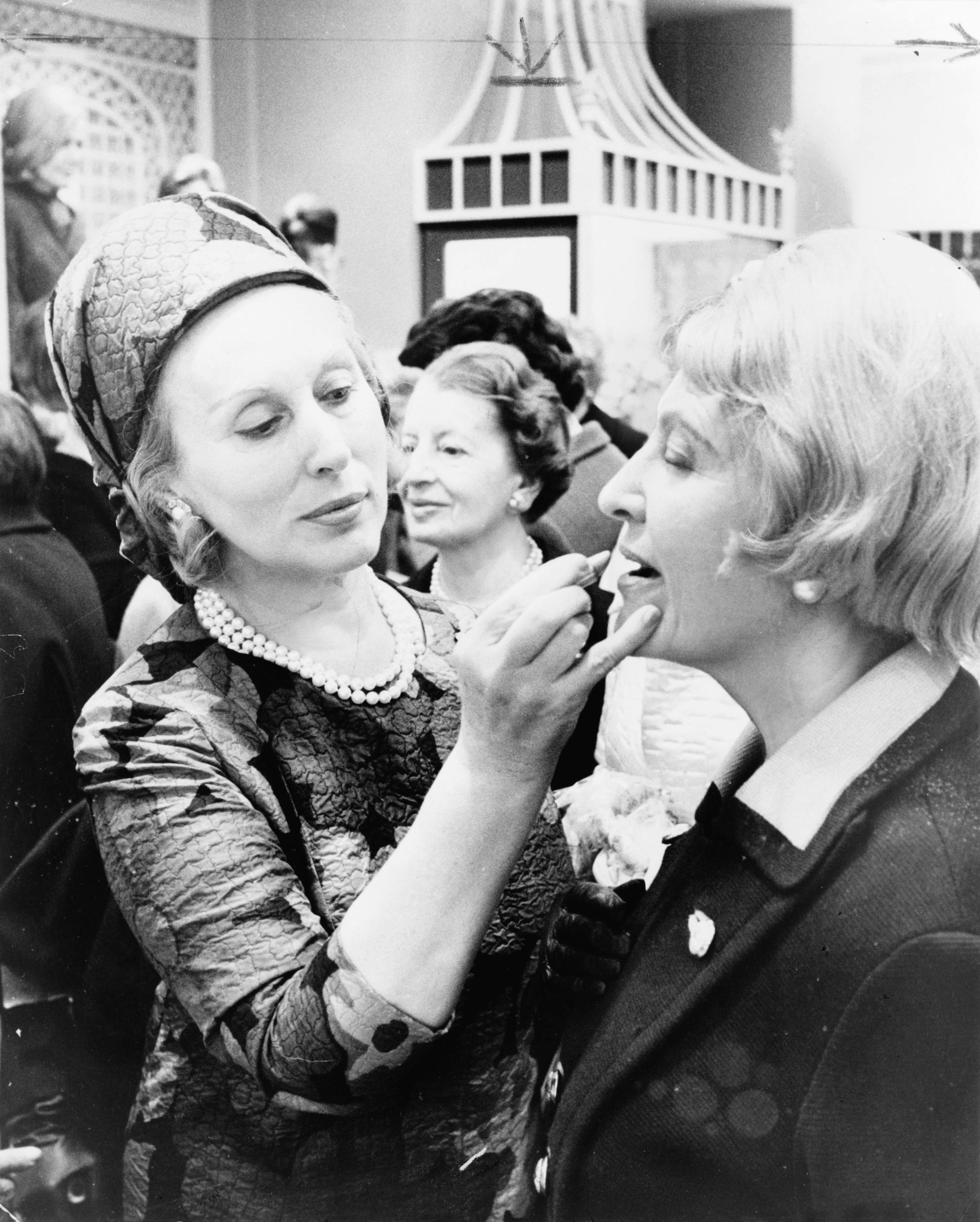
Estée Lauder trägt einer Kundin Lippenstift auf (1966)

Estée Lauder (Geburtsname Josephine Esther Mentzer, Rufname in der Familie Esty, aus dem später Estée wurde; * 1. Juli 1906 – sie selbst gab 1908 als Geburtsjahr an – in Queens, New York; † 24. April 2004 in Manhattan, New York) war eine US-amerikanische Kosmetik-Unternehmerin, die sich aus einfachen Verhältnissen hocharbeitete und ein Milliarden Dollar wertes Unternehmen hinterließ, das ihren Namen weltweit bekannt machte.

## Familiäres
Ihre Eltern waren als Immigranten in die USA gekommen. Die Mutter, Rose Schotz Mentzer, war französisch-katholischer sowie ungarisch- und slowakisch-jüdischer Herkunft, ihr Vater, Max Mentzer, tschechisch-jüdischer Herkunft. Estée Lauder hinterließ, als sie im hohen Alter in ihrem Haus in Manhattan an Herz-Lungen-Versagen starb, zwei Söhne: Ronald Lauder und Leonard Lauder.

## Ihre Anfänge
Fasziniert vom Umgang ihres Onkels, John Schotz, eines Chemikers und Apothekers aus Ungarn, mit verschiedenen Schönheitssalben mischte Estée Lauder in der elterlichen Küche eine Hautpflegecreme nach einem Rezept ihres Onkels. Vom Nutzen der familiär hergestellten Salben, Cremes und Öle überzeugte sie ihre Kundinnen auf Hausfrauenpartys. Estée Lauder verteilte, um den Absatz ihrer Produkte anzukurbeln, auch erstmals Gratis-Proben und schuf damit eine durchschlagende Marketingidee, nachdem sie bei Werbeagenturen wegen eines vermeintlich zu kleinen Budgets abgewiesen worden war. Schönheitssalons und Hotels waren ihre nächsten Anlaufpunkte für den Verkauf ihrer Cremes. Die ersten Erfolge spornten sie an, auch das Edelkaufhaus Saks in der New Yorker Fifth Avenue zu bitten, probeweise einige ihrer Kosmetika anzubieten. Bald darauf gab es ihre Waren auch in anderen Kaufhäusern der Stadt.
Im Jahr 1930 heiratete sie Joseph Lauter, einen geschäftlich wenig erfolgreichen Seiden-, Knopf- und Kurzwarenhändler; der Nachname wurde in den späten 1930er Jahren in Lauder geändert. 1939 ließ sie sich von ihm scheiden, um ihn 1942 erneut zu heiraten; dazu äußerte sie später: „I was married very young. You think you missed something out of life. But I found that I had the sweetest husband in the world.“ 1946 gründete sie mit ihrem Mann als Finanzchef das Unternehmen Estée Lauder Companies und baute es in den folgenden Jahrzehnten zu einem weltweit erfolgreichen Kosmetikkonzern aus, der in Konkurrenz zu etablierten Firmen wie Helena Rubinstein, Elizabeth Arden und Revlon trat.

## Der Durchbruch
Mit ihrem Freund und späteren Geschäftsführer Arnold van Ameringen schuf Estée Lauder im Jahr 1953 ein Badeöl aus Blumen- und Kräuterextrakten mit dem Namen Youth Dew (Tau der Jugend), dem der Erhalt der Schönheit und andauernde Jugendfrische zugesprochen wurde. Aus dem Badeöl wurde ein Verkaufsschlager, zumal es großzügiger aufgetragen werden konnte als die damals gängigen teuren Parfüms. 1962 ließ Lauder erstmals Leinwandstars und bekannte Mannequins für ihre Produkte gut bezahlte Anzeigenwerbung machen. Weitere bekannte Parfums von Estée Lauder wurden Clinique Aromatics Elixir 1972, Lauder White Linen 1978, Aramis Devin 1978, Lauder Spellbound 1991, Lauder Pleasures 1998 u. a.
Heute gehört der Konzern weltweit zu den führenden Herstellern von Hautpflege, Make-up und Parfum im gehobenen Marktsegment. Zur Estée Lauder Group gehören mehr als 25 Marken, darunter Aramis, Aveda, Bobbi Brown, Clinique, Donna Karan, Darphin, Jo Malone, Kiton, La Mer, MAC, Michael Kors, Tom Ford und Tommy Hilfiger.

## Bemerkenswerte Persönlichkeit
Mit ihrer hartnäckigen, doch charmanten Art erreichte Estée Lauder, dass sie auch exklusive Kundinnen wie die Herzogin von Windsor und Fürstin Gracia Patricia von Monaco zu ihrem Freundeskreis zählen durfte. US-Staatsgäste wie Michail Gorbatschow und dessen Frau Raissa kehrten im Firmenhauptquartier an der Fifth Avenue ein.
Lauder war überaus geschäftstüchtig und zog sich erst 1996 aus der Unternehmensführung zurück. In ihrem Berufsleben verbrachte sie viel Zeit damit, Schönheitsberaterinnen an den Verkaufstischen auszubilden und Kundinnen persönlich zu beraten. Mittlerweile sind ihre Kinder und Enkel im Unternehmen aktiv. Im Jahr 2004 überreichte US-Präsident George W. Bush Estée Lauder die Freiheitsmedaille („The Presidential Medal of Freedom“), die höchste zivile Auszeichnung in den USA.
Sie galt bei ihrem Tod als eine der reichsten Frauen der Welt und wurde 1998 vom US-amerikanischen TIME Magazine als einzige Frau unter den 20 einflussreichsten Geschäftsleuten des 20. Jahrhunderts geführt. Lauder engagierte sich für soziale und kulturelle Zwecke und gab Spenden an Krankenhäuser, Museen und Universitäten.

## Zitate von Estée Lauder
- „Das schönste Gesicht der Welt? Es gehört Ihnen!“[1]
- „Parfüm ist wie die Liebe. Ein bisschen ist nie genug.“[2]
- „Ich habe keinen Tag meines Lebens gearbeitet, ohne etwas zu verkaufen. Wenn ich an etwas glaube, verkaufe ich es und ich verkaufe es nachdrücklich.“[3]
- „Schönheit ist eine Einstellung. Es gibt kein Geheimnis. Warum sind alle Bräute schön? Weil sie an ihrem Hochzeitstag darauf achten, wie sie aussehen. Es gibt keine hässlichen Frauen – nur Frauen, die sich nicht um sich kümmern oder glauben, sie seien nicht attraktiv.“[4]